# Jiang Bo
Jiang Bo (Wafangdian, 13 maart 1977) is een voormalige Chinese middellange- en langeafstandsloopster. Ze is medehoudster van het wereldrecord op de Ekiden. Met haar PR-tijd op de 1500 m van 3.50,98 is ze de tweede snelste ter wereld op deze afstand achter wereldrecordhoudster Qu Yunxia.

## Loopbaan
Op achttienjarige leeftijd won Jiang Bo, verbonden aan de omstreden trainer Ma Junren, in 1995 een gouden medaille op de Chinese City Games. Ze versloeg met een tijd van 14.45,90 op de 5000 m haar landgenote Wang Junxia (10.000 m wereldrecordhoudster) en verbeterde met deze prestatie het wereldjeugdrecord. Twee weken later won ze de Dalian-Marathon in 2:32.18.
Bij de Chinese Spelen van 1997 bleef Jiang Bo, samen met de eveneens door Ma Junren getrainde Dong Yanmei, zowel in de kwalificatieronde als in de finale op de 5000 m onder het wereldrecord. In de finale verbeterde ze het wereldrecord naar 14.28,09; dit werd pas in 2004 verbroken door Elvan Abeylegesse. Een aantal dagen eerder verbeterde ze op hetzelfde toernooi haar PR op de 1500 m naar 3.50,98, hetgeen geldt als de tweede snelste tijd ooit (peildatum december 2014).
Op 28 februari 1998 verbeterde ze Jiang Bo Peking met haar teamgenotes Dong Yanmei, Zhao Fengting, Ma Zaijie, Lan Lixin en Lin Na het wereldrecord op de Ekiden naar 2:11.41. Hierna raakte Jiang Bo in de vergetelheid, terwijl haar trainer Ma Junren in 2000 in opspraak kwam toen bleek, dat op de Olympische Spelen van 2000 in Sydney zes van zijn pupillen werden geschorst na de dopingcontrole. Op 24 november 2003 liep de Ethiopische ploeg op de Ekiden 19 seconden sneller, maar dit wereldrecord is niet erkend.

## Persoonlijke records
| Onderdeel | Prestatie | Datum           | Plaats   |
| --------- | --------- | --------------- | -------- |
| 1500 m    | 3.50,98   | 18 oktober 1997 | Shanghai |
| 5000 m    | 14.28,09  | 23 oktober 1997 | Shanghai |

## Palmares

### 1500 m
- 1997:  Chinese Spelen - 3.50,98

### 5000 m
- 1995:  Chinese City Games - 14.45,90